# Enciclopedia Dantesca

La Enciclopedia Dantesca, publiée entre 1970 et 1978 par l'Istituto dell'Enciclopedia Italiana, en six volumes, sous la direction de Umberto Bosco, est considérée comme le livre de référence en langue italienne sur la vie et les œuvres de Dante. L'Encyclopédie Dantesque est décrite comme étant un « travail monumental, ».

## Structure de l'Opéra
L'opéra se structure en 6 volumes :
```
   Volume 1, A-Cil; [XXII] - 1006 pp., 1970.
   Volume 2, Cim-Fo; [VIII] - 993 pp. 1970;
   Volume 3, Fr-M; [VIII] - 1071 pp., 1971.
   Volume 4, N-Sam; [VIII] - 1098 pp., 1973.
   Volume 5, San-Z; [VIII] - 1174 pp., 1976.
   Volume 6, Appendice; 1015 pp., 1978.
```